# 암만주
암만주(아랍어: محافظة العاصمة)는 요르단 중부에 위치한 주로, 주도는 요르단의 수도인 암만이며 면적은 8,231km2, 인구는 2,027,000명(2007년 기준)이다. 요르단에서 인구가 가장 많은 주이다.
북쪽과 북동쪽으로는 자르카주, 서쪽으로는 마다바주, 북서쪽으로는 발카주와 인접해 있으며 남서쪽으로는 카라크주, 남쪽으로는 마안주, 동쪽으로는 사우디아라비아와 인접해 있다.